# Андрю Доминик
Андрю Доминик (на английски: Andrew Dominik) е австралийски режисьор и сценарист от новозеландски произход, номиниран за „Златна палма“.

## Биография
Андрю Доминик е роден на 7 октомври 1967 г. в Уелингтън, Нова Зеландия. Когато е на 2 години, семейството му се преселва в Австралия. През 2009 г. се сгодява за американската актриса Робин Тъни, но само година по-късно двамата развалят годежа си.

## Кариера
Андрю Доминик започва кариерата си като режисьор на музикални видеоклипове. През 2000 г. режисира първия си на пълнометражен филм „Чопър“ с участието на Ерик Бана. Филмът е екранизация по автобиографичния роман на австралийския престъпник Марк „Чопър“ Рийд и печели 3 награди на Австралийския филмов институт.
През 2007 г. режисира уестърна „Убийството на Джеси Джеймс от мерзавеца Робърт Форд“, разказващ за последните месеци от живота на легендарния американски престъпник Джеси Джеймс. В главните роли са Брад Пит и Кейси Афлек, който за изпълнението си получава номинация за награда „Оскар“ в категория „най-добър поддържащ актьор“. През 2012 г. Доминик режисира криминалния трилър „Убивай ги нежно“, отново с участието на Брад Пит.

## Филмография
- „Чопър“ (сценарист и режисьор, 2000)
- „Убийството на Джеси Джеймс от мерзавеца Робърт Форд“ (сценарист и режисьор, 2007)
- „Убивай ги нежно“ (сценарист и режисьор, 2012)
- „Блондинка“ (2022)